# NForce3
| nForce3                                             | nForce3                          |
| --------------------------------------------------- | -------------------------------- |
|                                                     |                                  |
| Материнская плата Epox EP-8KDA7I на чипсете nForce3 |                                  |
| Поддержка ЦП                                        | Athlon 64 Sempron Opteron        |
| Поддержка сокета                                    | Socket 754 Socket 939 Socket 940 |
| Предшественник                                      | nForce2                          |
| Преемник                                            | nForce4                          |

nForce3 — чипсет для материнской платы, выпущенный фирмой nVidia в 2003 году. Поддерживал процессоры Athlon 64 и Sempron. Работал на Socket 754 и Socket 939. Имел поддержку памяти DDR PC3200 и использовал встроенный в процессор контроллер памяти (для Socket 754 одноканальный, а для Socket 939 — двухканальный).
nForce3 был одночиповым. За счет отказа от контроллера памяти (который переместился в процессор) и встроенного видеоядра инженерам nVidia удалось отказаться от классической двухчиповой схемы.
Первоначальный вариант nForce3 150 не отличался богатством функций. Из особенностей можно было отметить только 3 канала IDE (правда, большинство производителей по традиции разводили на плате только 2 канала) и отсутствие SATA. Но работал он быстрее VIA K8T800, к тому же у него не было проблем с SATA, присущих платам VIA.
Для процессоров Opteron под Socket 940 был создан чипсет nForce3 Pro 150.
Впоследствии появились чипсеты nForce3 250 с поддержкой SATA и nForce3 250Gb с поддержкой гигабитного сетевого контроллера. Но основным недостатком nForce3 оставалась поддержка шины AGP, в то время как аналогичные решения на Intel уже имели PCI-E.